# Kampania togijska

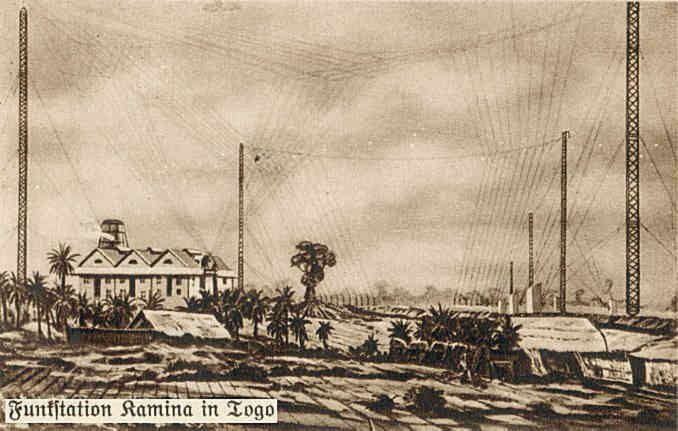
Niemiecka radiostacja w Kaminie – widok sprzed 1914

Kampania togijska – szereg działań zbrojnych realizowanych przez korpusy kolonialne Wielkiej Brytanii i Francji przeciwko siłom niemieckim na terenie Togolandu w sierpniu 1914 roku.

## Sytuacja w Togo
W Europie po zamachu na arcyksięcia Franciszka Habsburga 28 czerwca 1914 roku sytuacja stała się krytyczna i na początku sierpnia wybuchła I wojna światowa. W Afryce Zachodniej dominowali wówczas niemal niepodzielnie Brytyjczycy i Francuzi. Drobne posiadłości innych państw nie stanowiły większej konkurencji. Jednak pomiędzy francuskim Dahomejem a brytyjskim Złotym Wybrzeżem wcinał się w głąb lądu wąski pas terytorium pod zwierzchnictwem niemieckim – Togoland (de facto od 1905 roku funkcjonujący jako Togo).
Niemiecka kolonia – otoczona od zachodu przez Brytyjczyków, a od północy i wschodu przez Francuzów – należała do najbardziej rozwiniętych na Czarnym Lądzie, ale siły niemieckie były tam bardzo skromne: ok. 1500 milicjantów (tzw. Schutztruppe), rekrutujących się z ludności tubylczej. Jednak pod bronią na początku sierpnia pozostawało ich jedynie 693. Uzupełnieniem była grupa licząca ok. sześćdziesięciu podoficerów i oficerów niemieckich, ale bez regularnych oddziałów. Niemcy bowiem zdawali sobie sprawę, że w Togo – poza stolicą Lomé i dużą, 9-wieżową radiostacją w Kaminie – nie było żadnych celów o znaczeniu militarnym. Nominalny gubernator, książę Adolf Fryderyk VI, przebywał w Niemczech i zastępował go mjr Hans-Georg von Döring.

## Przebieg
5 sierpnia von Döring w oficjalnym telegramie zaproponował Brytyjczykom zachowanie neutralności mimo działań wojennych w Europie. Powołał się przy tym na ustalenia konferencji berlińskiej z przełomu lat 1884/1885, gwarantujących neutralność obszarów w Dorzeczu Konga (formalnie jednak ten region Afryki nie należał już do tego dorzecza). Następnego dnia, Niemcy otrzymali odpowiedź od kpt. F. C. Bryanta z żądaniem kapitulacji kolonii. Wobec odrzucenia ultimatum w pobliżu Lomé pojawił się brytyjski krążownik. Von Döring nakazał ewakuację w głąb lądu, a miasto bez walki zostało zajęte przez Królewskie Zachodnioafrykańskie Siły Graniczne pod dowództwem kpt. E. Barkera. Bryant za ten sukces został mianowany podpułkownikiem i dowódcą całej operacji w Togo.
8 lub 9 sierpnia do konfliktu włączyli się także francuscy Tyralierzy Senegalscy z Dahomeju atakując od północy i wschodu. Jednak 13 sierpnia oddziały niemieckie na północnym wschodzie zmusiły ich do odwrotu po bitwie pod Bafilo. Był to jednak krótkotrwały sukces i północ oraz środek kolonii szybko wpadł w ręce francusko-angielskie. Na południu jednak dominacja sił ententy była zdecydowana. Marsz w głąb terytorium opóźniał się jednak z powodu trudnych warunków terenowych (dżungla, bagna), a dodatkowo von Döring nakazał spalenie wszystkich mostów na rzekach Sio i Lili. 15 sierpnia Niemcy spróbowali wciągnąć siły sprzymierzone w walkę by dodatkowo ich opóźnić. W tym celu na południe wysłano dwa pociągi, w sumie z 200 ludźmi. Jednak pierwszy z pociągów wykolejono pod Ekuni, a obsada drugiego została pokonana w bitwie pod Agbeluvhoe. Była to szczególnie dotkliwe, gdyż poległ dowodzący siłami niemieckimi w Togo kpt. Georg Pfähler.
W drugiej połowie sierpnia, pozostałe w gotowości oddziały Schutztruppe (ok. 650 ludzi) osiągnęły rzekę Chra, na południe od Kaminy. Tutaj von Döring postanowił zorganizować ostatnią linię obrony. Spalono tamtejszy most i zaminowano teren na kierunkach spodziewanego uderzenia wojsk brytyjsko-francuskich. Podległe von Döringowi oddziały umocniły zaś swoje pozycje na północnym brzegu rzeki. 22 sierpnia doszło do prawdopodobnie najkrwawszego starcia – bitwy nad Chrą. W noc po bitwie, oddziały niemieckie – poważnie uszczuplone w wyniku dezercji – wycofały się niepostrzeżenie do Kaminy, a wojska sprzymierzonych przekroczyły rzekę. Von Döring zdając sobie sprawę, z niemożności stawiania dalszego oporu wobec drastycznej przewagi wroga zdecydował się zniszczyć nadajniki w Kaminie. 24 sierpnia Niemcy doprowadzili do eksplozji w Kaminie i zniszczyli cały sprzęt elektryczny i wieże z nadajnikami.
26 sierpnia do Kaminy dotarły wojska Bryanta. Tam też von Döring skapitulował wraz z pozostałymi przy nim siłami.

## Skutki
Pomimo dość szybkiego i bezproblemowego zajęcia Togo, wojska sprzymierzonych nie osiągnęły zasadniczego celu - nie opanowały stacji radiowej w Kaminie.
27 grudnia 1916 roku Togo zostało oficjalnie podzielone pomiędzy Wielką Brytanię (otrzymała zachodnią część kolonii) a Francję (cała reszta). Po wojnie zaś, administrację przejęła Liga Narodów.